# Acrocentrus erythrothorace
Acrocentrus erythrothorace är en stekelart som beskrevs av Wallace A. Steffan 1959. Acrocentrus erythrothorace ingår i släktet Acrocentrus och familjen bredlårsteklar.
Artens utbredningsområde är Madagaskar. Inga underarter finns listade i Catalogue of Life.